# كنيسة سيدة النورية
كنيسة سيدة النورية أو دير سيدة النورية أو دير سيدة النور أو دير سيدة المنيرة هي كنيسة تابعة للروم الأرثوذكس بازيلكية التصميم تقع على أحد الجروف الجبلية لبلدة البترون في العاصمة اللبنانية بيروت بشمال لبنان، وهي أحد أبرز وجهات السياحة الدينية في لبنان.

## تاريخ بناء الكنيسة
أنشئ دير سيدة النورية بين القرنين السابع عشر والتاسع عشر الميلاديين بسواعد شديدة ومن الحجارة الصخرية قمحية اللون لتلتف حول باحة داخلية مكشوفة للشمس تتوسطها نافورة، ومن فوقها التقت القناطر في سقف معقود، فحمل اسم «سيدة النورية» أو سيدة «النور» نسبة إلى مريم العذراء، التي يُقال إنها ظهرت لرجلين كادا أن يغرقا في البحر، فأنارت لهما طريق العودة الآمنة إلى الشاطئ.
فيما يعود تأويل آخر تاريخ بناء الدير إلى القرن السادس بعد الميلاد على يد المتوحد عبد المسيح الأنفي- من انفة بجبل لبنان حيث كانت العذراء تنير الجبل الذي يعرف باسم «رأس الشقعة» خلال العواصف ليتنبّه البحارة الذين يمخرون المتوسط إلى الصخور الخطرة فيتجنبوها.
كُّرِّستْ الكنيسة على اسم الملاكين ميخائيل وجبرائيل، وأُعيد بناؤها في القرن الثامن المسيحي، ورُممت عام 1950. وفي العام 1990 رممت القلالي، وبعد عام 2007 أُضيف اليها الأيقونسطاس.
اما الأيقونات الملكية فرسمها نيكولا فافوبولو اليوناني، أما أيقونات الرسل فكتبتها الراهبة بلاجيا تبشراني.
أُنشئ ديرٌ جديدٌ، بناه المطران غفرائيل شاتيلا الدمشقي العام 1890، وكان يومها مطران بيروت والجبل قبل وفاته عام 1902 وانفصال الأبرشية إلى أبرشيتين، أبرشية بيروت، وأبرشية جبيل والبترون وتعرف بأبرشية جبل لبنان وكان أول مطارنتها بولس أبو عضل الدمشقي، وكان انشاؤها لتسهيل رعايتها حيث ان مطران الابرشية كان لايقدر ان يزور رعاياه في جبل لبنان الا مرة في كل عدة سنوات وبنتيجة مطالبات مكثفة من الرعايا.
وأنشأ المطران غفرئيل على مقربة من الدير القديم ديراً جديداً باسم دير سيدة النورية، وهو مكون من طبقتين الأولى علوية وتضم أربع غرف، ومكتبة، وغرفة طعام. اما الطبقة السفلية فضمت الكنيسة الجديدة إضافة إلى إسطبل.

## موقع الكنيسة
يبعد الديرعن العاصمة اللبنانية بيروت قرابة 75 كيلو متر، وهو في منطقة تقع بين البترون وشكا، وعلى ارتفاع ما يقارب المائتي متر، ويتبع لمطرانية جبيل والبترون الأرثوذكسية.

## سبب التسمية
أسماء الدير هي كنيسة سيدة النورية أو دير سيدة النورية أو دير سيدة النور أو دير سيدة المنيرة. 
يقول الراهب أورين كريسلون:” ان الدير يدعى دير سيدة المنيرة لأن العذراء تنير الجبل في ليالي العواصف، ليرى البحارةُ صخورَ هذا الرأس الخطير على شاطئ البحر.”، أما كلمة «نورية» فتعني العطايا التي تقدم إلى الإكليريكيين في عيد الظهور الإلهي، عندما يدور الكهنة (كما درجت العادة في المدن والقرى) على بيوت المؤمنين لتكريسها في عيد الغطاس ويرشونها بالماء المقدس مرنمين طروبارية العيد ”باعتمادك يارب في نهر الأردن…” فيقوم المؤمنون بعد تكريس بيوتهم بتقديم النورية لهم.
كما أن النورية تعني ايضاً مساهمة الرعايا والقرى مالياً وعينياً في المطرانيات والبطريركية بتقديم ”الأنورية” من مال وأرزاق من إنتاج أراضيهم ومواشيهم كالقمح والبرغل والسمن والالبان والاجبان والزيتون والزيت في قرى ابرشية دمشق وحوران وجبل الشيخ، كما درجت العادة إلى منتصف القرن 20 كان يقوم بها أحد الاكليريكيين ومعه طرس بطريركي لجمع التبرعات عند الموسم.

## محتويات الدير

### الطبقة الأرضية للدير
من الباب الواقع في الجهة الجنوبية، يوجد رواق صغير، ينتهي إلى فناء داخلي، على جهتي الرواق غرفتين، الأولى لاستقبال الزوار، والثانية لبيع التذكارات الدينية والساحة المركزية مرصوفة باللبلاط الأبيض، وفي وسطها نافورة ماء.
و يوجد رواق معقود يتألف من أقواس محددة الرأس وخلفه أبواب تقود إلى غرف الديروالصوامع، وإلى شرق الباحة كنيسة سيدة البشارة.

### كنيسة الدير
كنيسة الدير تتألف من صحن واحد، والأيقونسطاس من الرخام الابيض، وهي من الانماط الرومية البيزنطية والروسية الأرثوذكسية، ترجع إلى أوائل القرن العشرين.

### أيقونة النورية
و في الدير أربع نسخ من “أيقونة النورية” إثنتان في الكنيسة، واثنتان في المغارة القديمة، حيث ترتدي العذراء رداءً أحمرَ فوق ثوبها الازرق. وتقف في الجزء الأعلى، وتحمل على ذراعيها الطفل يسوع، الذي يرفع ذراعه اليسرى مباركا بالاشعة المضيئة المنبثقة من هالتيهما. ويتناقض هذا المشهد مع المشهد المرسوم في أسفل الايقونة حيث الغيوم السوداء تتلبد خلف الامواج العاتية التي نرى في وسطها البحارة يواجهون خطر الموت، والعذراء المرشدة ترشدهم إلى برالامان إلى الرب يسوع المسيح.
يمتاز دير سيدة النورية لبنان بقربه من المعالم التاريخية والطبيعية البارزة مثل محيمة ارز التنورين ومغارة قاديشا وبحيرة شوان ومتحف جبران خليل جبران، وغيرهم الكثير من الأماكن السياحية المميزة في شمال لبنان

## الكنيسة خلال الحرب الأهلية
خلال الحرب الأهلية اللبنانية التي دارت بين عامي 1975 و 1990، تم إحراق الضريح ونهبه وتدميره بالكامل فيما بعد، وتم استبداله في عام 2003 بالكنيسة الموجودة.